# Tipula (Schummelia) sparsissima
Tipula (Schummelia) sparsissima is een tweevleugelige uit de familie langpootmuggen (Tipulidae). De soort komt voor in het Oriëntaals gebied.